# Mayne Island
Mayne Island ist eine Insel in der kanadischen Provinz British Columbia. Sie gehört zu den südlichen Gulf Islands, liegt zwischen Galiano, Pender und Saturna Island, und hat etwas mehr als 1000 Einwohner. Verwaltungstechnisch gehört die Insel zum Capital Regional District und bildet dort, u. a. zusammen mit Saturna Island, Galiano Island, North und South Pender Island, den Bezirk Capitel G. Auf der Insel befindet sich das 130,7 ha große Indianerreservat Mayne Island 6, das den Tsartlip gehört. Der Stamm mit rund tausend Angehörigen (2019) bildet einen Teil der Saanich Nation und wohnt auf der nahen Saanich-Halbinsel von Vancouver Island. Er gehört kulturell zu den Küsten-Salish.

## Geschichte
Die bisher ältesten menschlichen Spuren auf der Insel sind rund 5000 Jahre alt und wurden bei Helen Point gefunden. Dort fanden sich auch rund 3000 Jahre alte Spuren von Fischfang, ähnlich wie am Active Pass. Daher gab die Insel einer Phase der Kulturentwicklung der Küsten-Salish, der Mayne phase, den Namen.
Die Insel gehörte vor Ankunft der ersten Europäer zum Siedlungsgebiet der Küsten-Salish, genauer der Tsartlip. 1794 landete George Vancouver am Georgina Point.
1852 schloss Gouverneur James Douglas mit den Stämmen auf den Inseln und dem Festland, die zu den Saanich gehörten, Verträge, die ihnen Anspruch auf Reservate und bestimmte Nutzungsrechte zuerkannten. 1877 entstand, nachdem die Provinz sich dem neu entstandenen Kanada angeschlossen hatte, das Reservat Mayne Island 6.

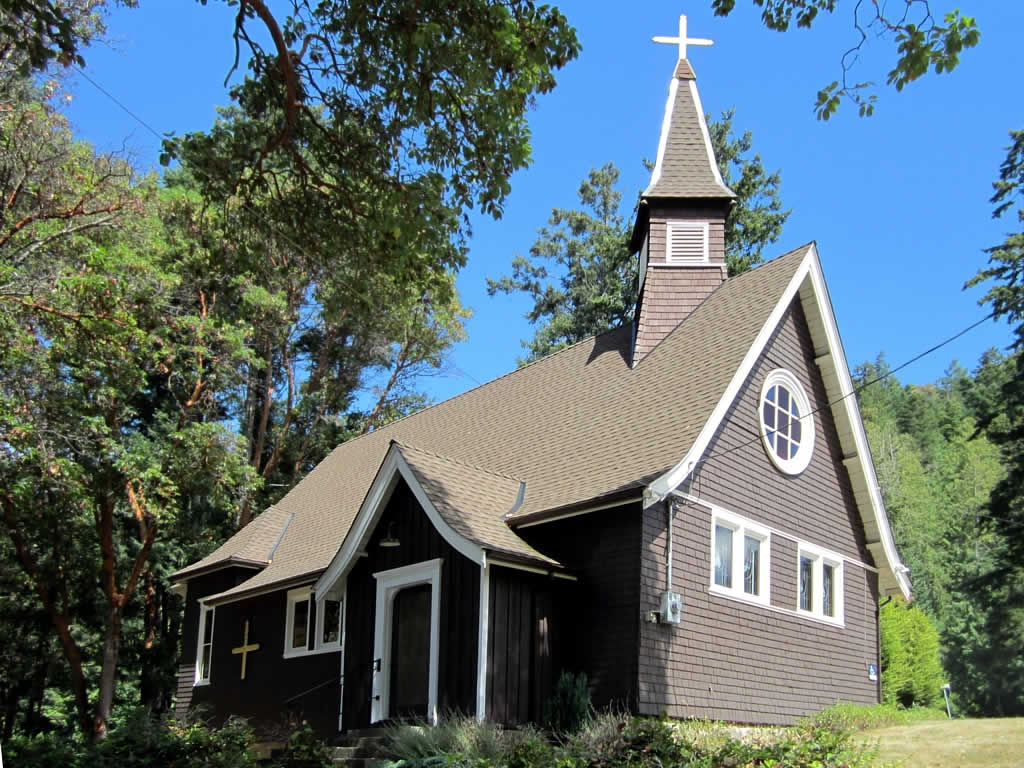
Die Mary Magdalene Church von 1898, Miners Bay

Erst 1857 erhielt die Insel ihren heutigen Namen. Kapitän George Henry Richards von der HMS Plumper kartografierte die Insel und benannte sie nach seinem Lieutenant Richard Charles Mayne. Im folgenden Jahr brach der Fraser-Canyon-Goldrausch aus. Tausende von Goldsuchern kamen in die Region, viele kampierten auf der Insel und setzten von dort zum Festland über. Ein erster Neuankömmling blieb 1859 als Siedler in der Miners Bay. Dort entwickelte sich auch der Hauptort der Insel. Im Herbst 1883 kam als erste Lehrerin Annie Monk auf die Insel, 1885 mit Henry „Scotty“ Georgeson der erste Leuchtturmwärter. 1887 entstand die Kirche St. Mary Magdalene.
1895 nahm die älteste durchgängig bewirtschaftete Herberge der gesamten Provinz ihren Vermietungsbetrieb am Active Pass auf, die 1892 als Wohnhaus erbaute Springwater Lodge an der Miners Bay Wharf. Erst später wurde sie unter dem Namen Grandview Lodge zum Hotel. 1896 wurde mit dem Plumper Pass Lockup ein Gefängnis errichtet. Um 1899 entstand eine erste community hall, und die Insel wurde durch einen Fährdienst der Canadian Pacific Railway erreichbar.
Zu dieser Zeit blühte der Obstanbau und Mayne Island King Apples waren die ersten in British Columbia angepflanzten Äpfel. Dazu kamen Tomaten, die erstmals der „Tomatenkönig“ Richard Hall in großen Mengen ausführte. Seinem Vorbild folgten japanische Bauern; während des Zweiten Weltkriegs wurden sie jedoch gezwungen, ihren Landbesitz zu  verkaufen. So war etwa Kumozo Nagata seit 1921 Besitzer der Farm The Mayne Mast an der Village Bay Road unweit der Mayne Street gewesen. Er betrieb extensiven Tomatenanbau um die Campbell Bay und war Gründer der Kooperative Active Pass Grower's Association – sie bot Island Brand Tomatoes and Cucumbers an –, deren Haupthaus an der Georgina Point Road stand. 1937 vergrößerte er sein Anwesen und heiratete Kiyono Konishi aus einer ebenfalls durch Tomatenanbau zu Vermögen gelangten Familie. Eine andere der während des Krieges enteigneten Familien waren die Kadonaga, deren Haus im Südosten der Insel an der Horton Bay stand.
Die Tsartlip versuchen ihr kulturelles Erbe in ihrem Reservat zu schützen. Dennoch kommt es immer wieder zu Vandalismus oder Diebstählen, wie im August 2007, als eine steinerne Schale verschwand, deren Alter auf 2000 bis 4000 Jahre geschätzt wird und die möglicherweise zum Mahlen von Getreide diente. Die Schale von rund einem Meter Durchmesser war bereits 15 Jahre zuvor entwendet worden; doch jemand hatte sie anonym zurückgegeben.

## Verkehr
Mayne Island ist mit Fähren erreichbar, die in Village Bay im Westen der Insel anlegen. Sie verbinden mit dem Tsawwassen Ferry Terminal auf dem Festland und dem Swartz Bay Ferry Terminal auf Vancouver Island. Die Fährverbindungen zwischen dem Festland und Vancouver Island für den Verkehr zwischen Vancouver und Victoria über den Highway 17 nutzen die gleiche Route durch den Active Pass, die Passage der Meerenge zwischen den Inseln Mayne Island und Galiano Island.

## Belege
1. ↑  Mayne Island Trust Area Profile. Census 2011. In: Statistics Canada. 1. März 2013, abgerufen am 18. Juli 2013 (englisch).
2. ↑  Mayne Island 6. In: Indigenous and Northern Affairs Canada. Abgerufen am 30. April 2019 (englisch).
3. ↑  Dort fanden 1968 Grabungen statt. Vgl. dazu John David McMurdo: The Archaeology of Helen Point, Mayne Island, thesis, Simon Fraser University 1974.
4. ↑  Andrew Scott: The Encyclopedia of Raincoast Place Names: A Complete Reference to Coastal British Columbia. Harbour Publishing, Madeira Park (BC) 2009, ISBN 978-1550174847, S. 369–370
5. ↑  The Japanese Garden
6. ↑  Kadonaga
7. ↑  Tsartlip artifact stolen from Mayne Island beach (Memento vom 11. Februar 2008 im Internet Archive), in: Times-Colonist, 17. August 2007.